# Буштедт Петро Петрович
Буште́дт Петро́ Петро́вич (нар. 1902, м. Ніжин, нині Чернігівська область — 1955) — вчений у галузі електрозварювання. Доктор технічних наук (1936), член-кореспондент АН УРСР (1939). Син лікаря Петра Андрійовича Буштедта.

## Біографія
Працював електромонтером і слюсарем у механічних майстернях. Закінчив Київський політехнічний інститут (1930). Під час навчання працював у Центральному науково-дослідному секторі Народного комісаріату шляхів сполучення, в Київському мостовому бюро; електрозварювальник лабораторії при ВУАН (від 1934 Інститут електрозварювання АН УРСР): від 1930 — науковий співробітник, від 1932 — старший науковий співробітник, від 1938 — заступник директора; за сумісництвом від 1937 — професор кафедри зварювання Київського індустріального інституту. Працював над створенням устаткування й матеріалів для автоматичного зварювання й досліджував технологію зварювання. У 1930—1931 роках розробив вібраційну машину для випробовування вузлів зварних конструкцій; віброграф, заснований на електромагнітному принципі. У 1932 році винайшов оригінальну конструкцію апарата для автоматичного дугового зварювання. Починаючи з 1933 розробляв технологію виготовлення електродів, прилад для запису процесу плавлення електродного дроту. Провадив дослідження зварювальної дуги, міцності зварних конструкцій. Під час німецької окупації виїхав за кордон. Працював у фірмах Австрії та Швейцарії.

## Праці
- Автоматизація зварення. Дугове зварення. Х., 1932;
- Праці в галузі електрозварної апаратури. К., 1934;
- Автомат для дугового зварювання. К., 1935;
- Технологія автоматичного дугового зварювання (металічним електродом). К., 1936;
- Автоматичне зварювання стрижневими електродами великого діаметра з якісним покриттям. К., 1938;
- Автоматическая сварочная головка. К., 1941.